# Багамские Острова на летних Олимпийских играх 2004
Багамские Острова принимали участие в Летних Олимпийских играх 2004 года в Афинах (Греция) в тринадцатый раз за свою историю, и завоевали одну бронзовую и одну золотую медали. Сборную страны представляло 22 спортсмена, в том числе 9 женщин.

## 01!Золото
- Лёгкая атлетика, женщины, 400 метров — Тоник Уильямс-Дарлинг.

## 03!Бронза
- Лёгкая атлетика, женщины, 200 метров — Дебби Фергюсон-Маккензи.

## Состав олимпийской сборной Багамских Островов

### Плавание
Спортсменов — 1
В следующий раунд на каждой дистанции проходили лучшие спортсмены по времени, независимо от места занятого в своём заплыве.
Мужчины
| Спортсмен      | Соревнование   | Предварительные заплывы | Предварительные заплывы | Полуфиналы | Полуфиналы | Финал     | Финал     |
| Спортсмен      | Соревнование   | Результат               | Место                   | Результат  | Место      | Результат | Место     |
| -------------- | -------------- | ----------------------- | ----------------------- | ---------- | ---------- | --------- | --------- |
| Джереми Ноулес | 400 м комплекс | 4:23,29                 | 22                      |            |            | Не прошёл | Не прошёл |